# ローマ料理
ローマ料理（ローマりょうり）では、イタリア・ラツィオ州ローマで食されている料理について概説する。

## 特徴
伝統的なローマ料理は、農家の料理であり、季節の食材を活かしたシンプルな料理が多い。飾り気は少ないが、洗練されている。
ローマは海に面していないため、魚介類を用いた料理は少なく、肉やチーズ料理が多い。味付けは濃いめ。
ローマとナポリは、長い期間に渡って対抗関係にあった歴史があり、こういった対抗意識は食文化にも及んでいる。例えば、ナポリピッツァはピザ生地が薄いのに対し、ローマでは厚い生地を使用し、ピザ生地に油を加えることでクリスピーに仕上げている。

## 歴史
古代ローマの時代、今のローマ市内を流れるテヴェレ川を境として、左岸は古代ローマ人の領地であり、右岸はエトルリア人の領地だった。しかし、エトルリア人の主たる居住地は北の方であり、テヴェレ川周辺は放置されていた土地であったため、主にローマ以外からの住民が居住するようになった。主として住んでいたのはユダヤ人であり、全体としての共同体はつくられず、それぞれの出自の住民たちが勝手に住居を作るような状況であった。この右岸、「テヴェレ川の向こう岸」の意であるトラステヴェレと呼ばれるようになり、ローマの下町となっていった。4世紀にローマ帝国が衰退し、中世になると、トラステヴェレはさらにごちゃごちゃとした町並みとなり、それは今日はまで残っている。
トラステヴェレには食堂が多い。コース料理を中心とするような高級料理店「リストランテ」はほんのわずかであり、ほとんどが大衆食堂の「トラットリア」である。
イタリア半島はイタリア統一運動を経て1861年にイタリア王国として統一され、1870年にローマはイタリア王国の首都となった。ローマには人が流入し、食の安定供給のため1888年にテスタッチョ地区に食肉処理場が建設された。この食肉処理場では精肉された残り、もつを食肉処理場で働く人々に下げ渡した。そして、渡されたもつは、トラステヴェレのトラットリアに持ち込まれることになった。
こうして、臭いが強かったり、硬いといったもつを食べるための工夫が行われ、さまざまなもつ料理が生まれていき、今日のローマ料理として定着していった。

## 代表的なローマ料理

### アンティパスト
コースの最初に出てくる冷菜。
- ユダヤ風アーティチョーク - イタリアでは「カルチョフィ」と呼ばれるアーティチョークを揚げたもの[1][3]。
- ローマ風アーティチョーク - アーティチョークを蒸したもの[1]。
- ブルスケッタ - トーストしたパンにニンニクをこすりつけ、オリーブオイルをたらしたもの[1]。

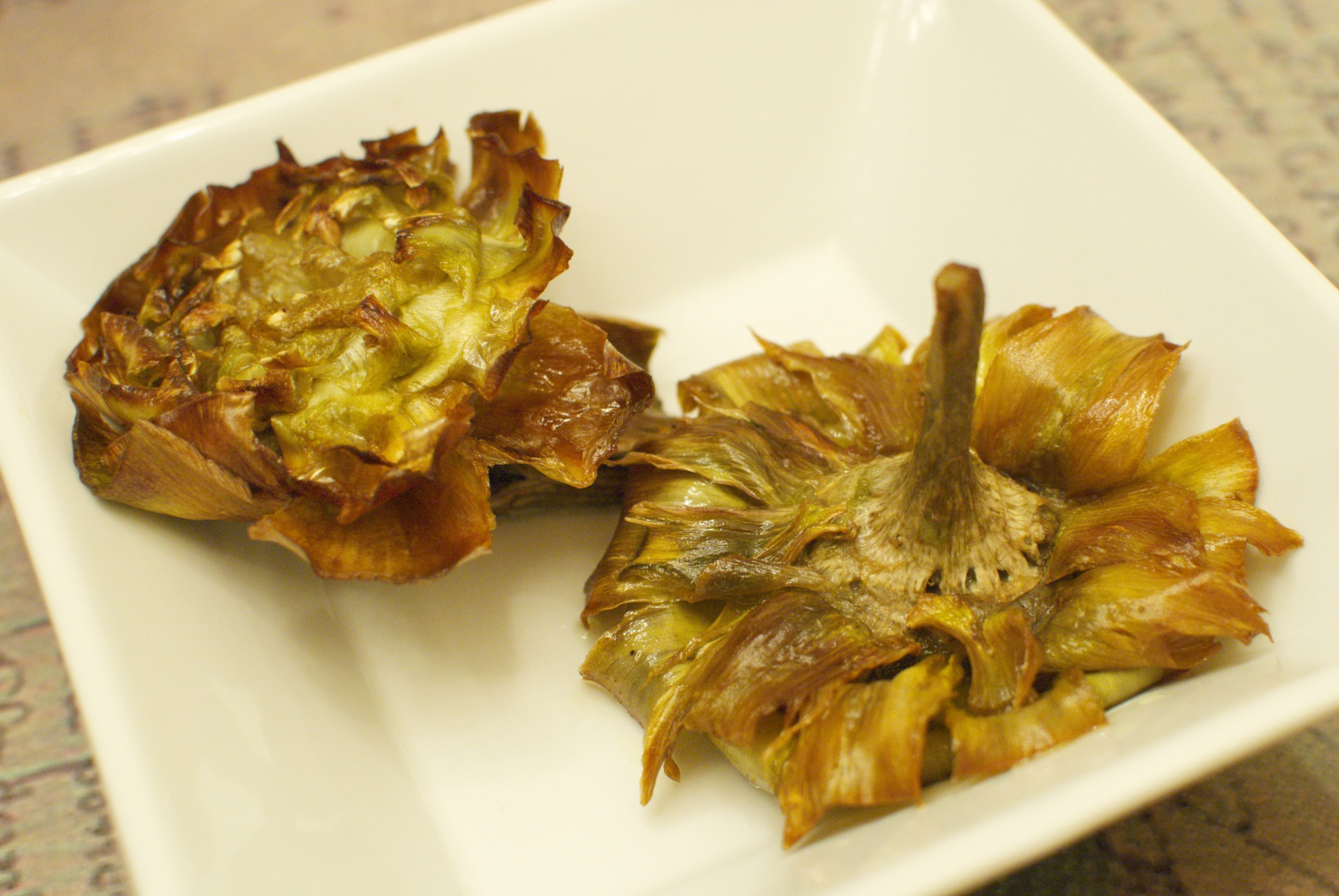
ユダヤ風アーティーチョーク
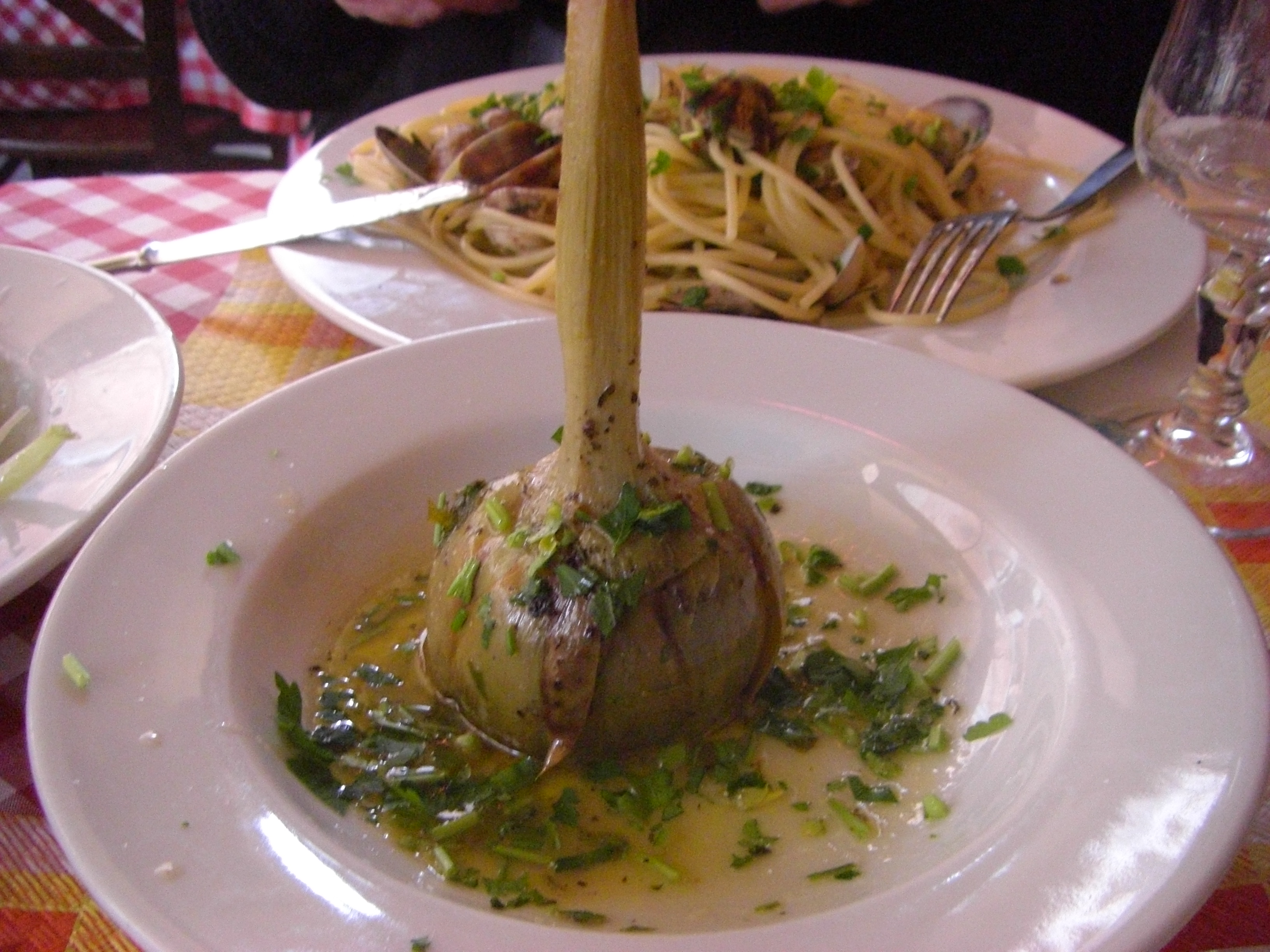
ローマ風アーティーチョーク
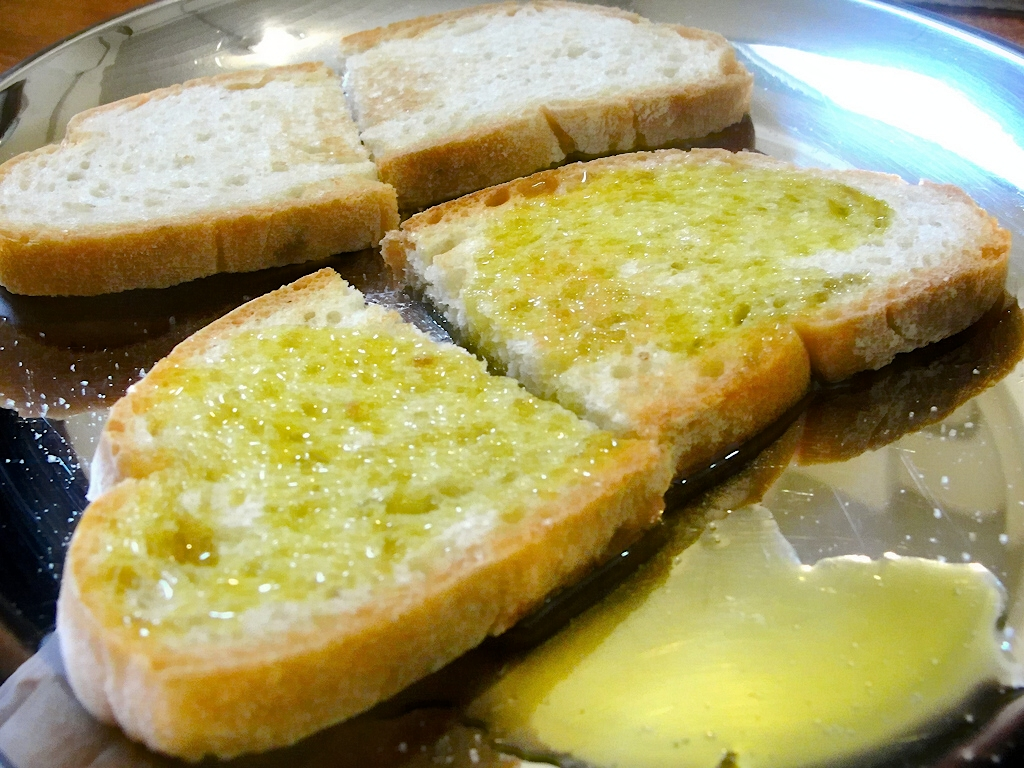
ブルスケッタ

### プリモ・ピアット
プリモ・ピアット、前菜。
- カチョエペペ - チーズと黒コショウで作るパスタ[3][5]。
- グリーチャ - カチョエペペにグアンチャーレを加えて作るパスタ[5]。
- アマトリチャーナ - グリーチャにトマトを加えて作るパスタ[5]。
- カルボナーラ - グリーチャに鶏卵を加えて作るパスタ[3][5]。

| 料理名           | チーズ               | 香辛料   | 肉             | 卵 | 野菜   |
| ---------------- | -------------------- | -------- | -------------- | -- | ------ |
| カチョエペペ     | ペコリーノ・ロマーノ | コショウ |                |    |        |
| グリーチャ       | ペコリーノ・ロマーノ | コショウ | グアンチャーレ |    |        |
| カルボナーラ     | ペコリーノ・ロマーノ | コショウ | グアンチャーレ | 卵 |        |
| アマトリチャーナ | ペコリーノ・ロマーノ | コショウ | グアンチャーレ |    | トマト |

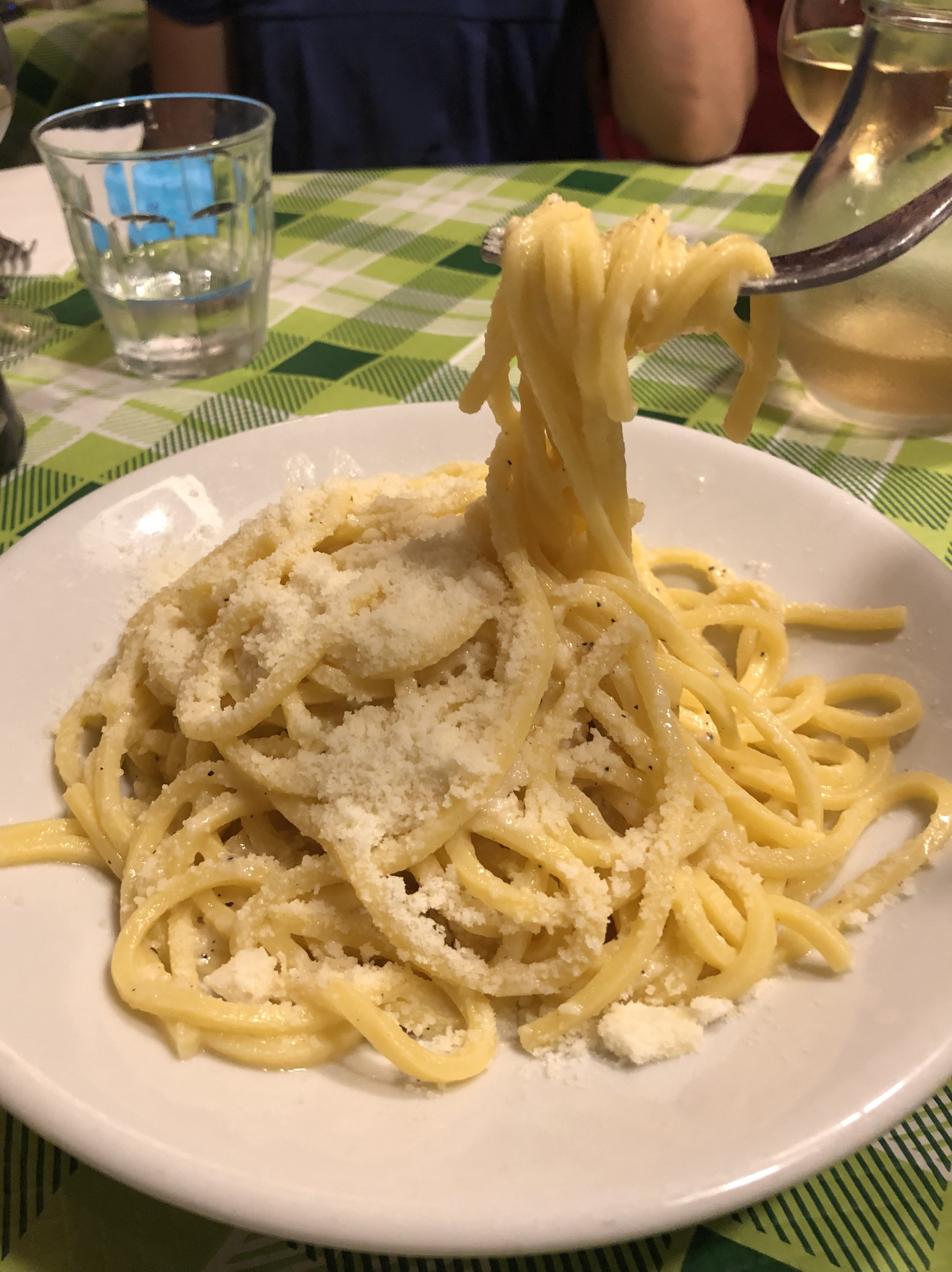
カチョエペペ
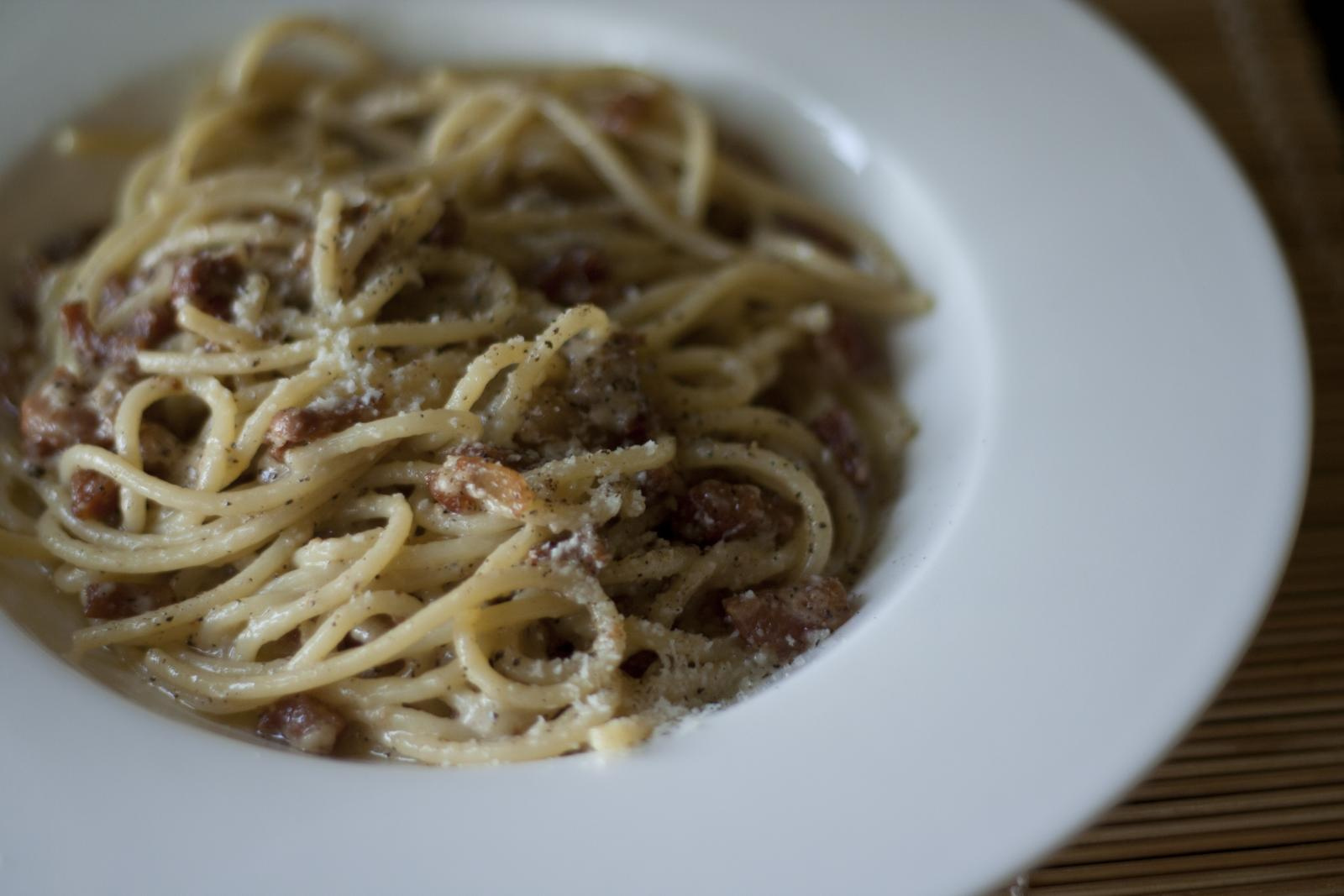
グリーチャ
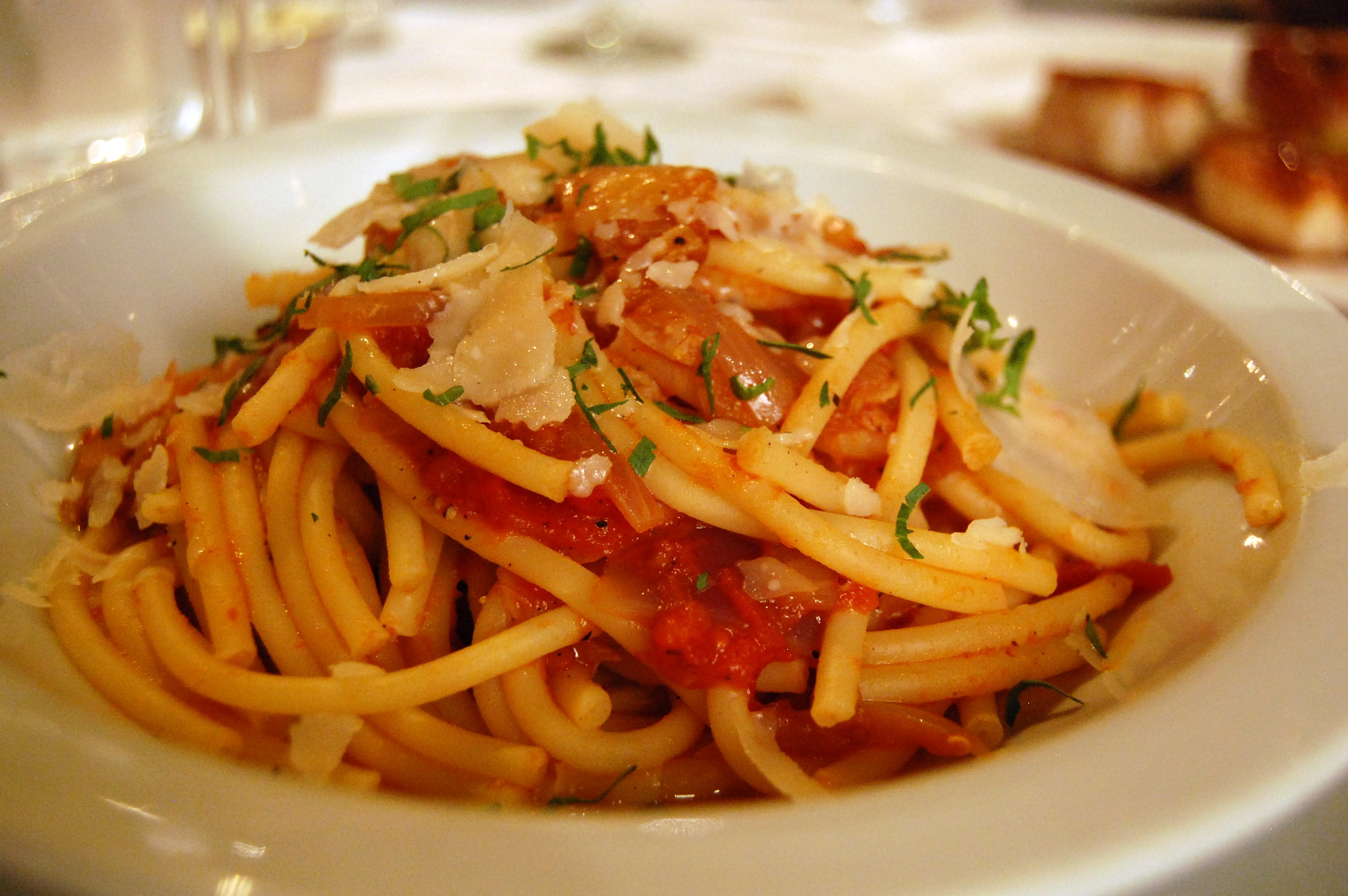
アマトリチャーナ
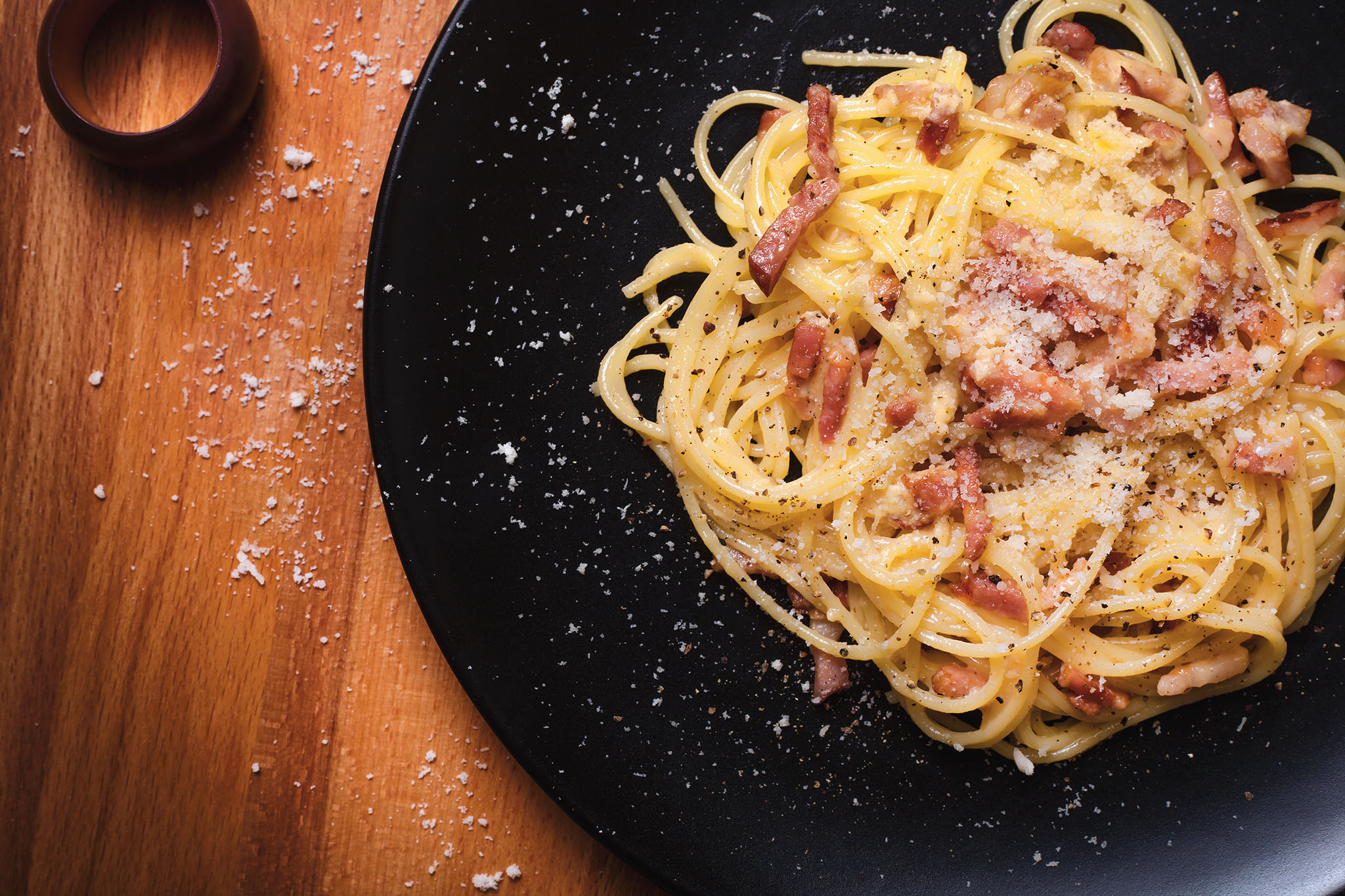
カルボナーラ

### セコンド・ピアット
セコンド・ピアット、主菜。
- アバッキオ（英語版） - 仔羊肉のこと。様々な料理がある[6]。
- サルティンボッカ - 薄切りの仔羊肉にセージ、生ハムを乗せ、白ワインとバターでソテーした料理[3][6]。
- コーダ・アッラ・ヴァッチナーラ - 牛テールの煮込み[3][6]。
- トリッパ・アッラ・ロマーナ - ハチノスの煮込み[6]。
- ポルペッテ - ミートボールの煮込み。レシピは様々[6]。
- ポルケッタ - レバー、ニンニク、ローズマリー、フェンネルなどのハーブを詰めたローストポーク[3]。
- スップリ - ライスコロッケ[3]。

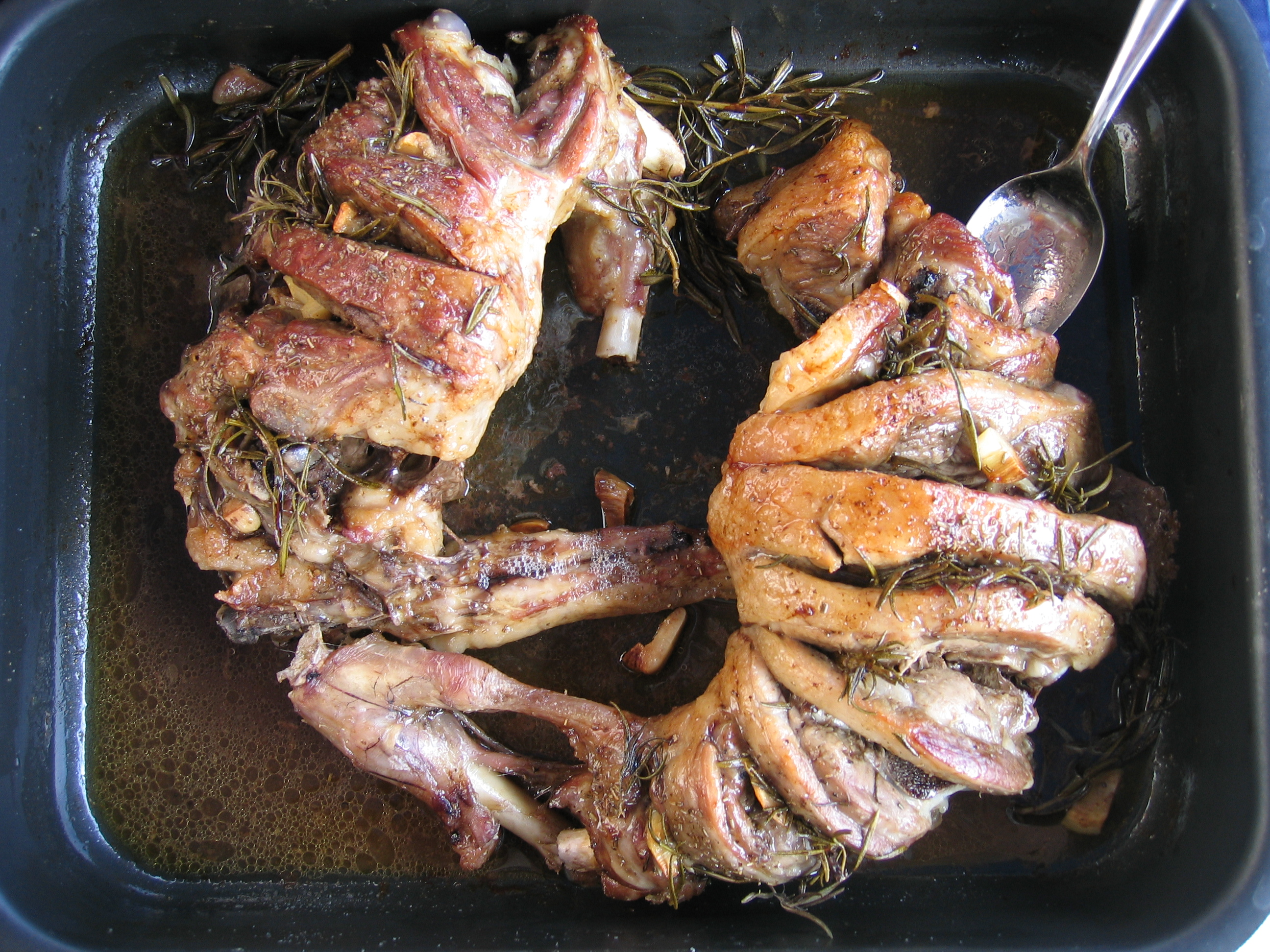
アバッキオ
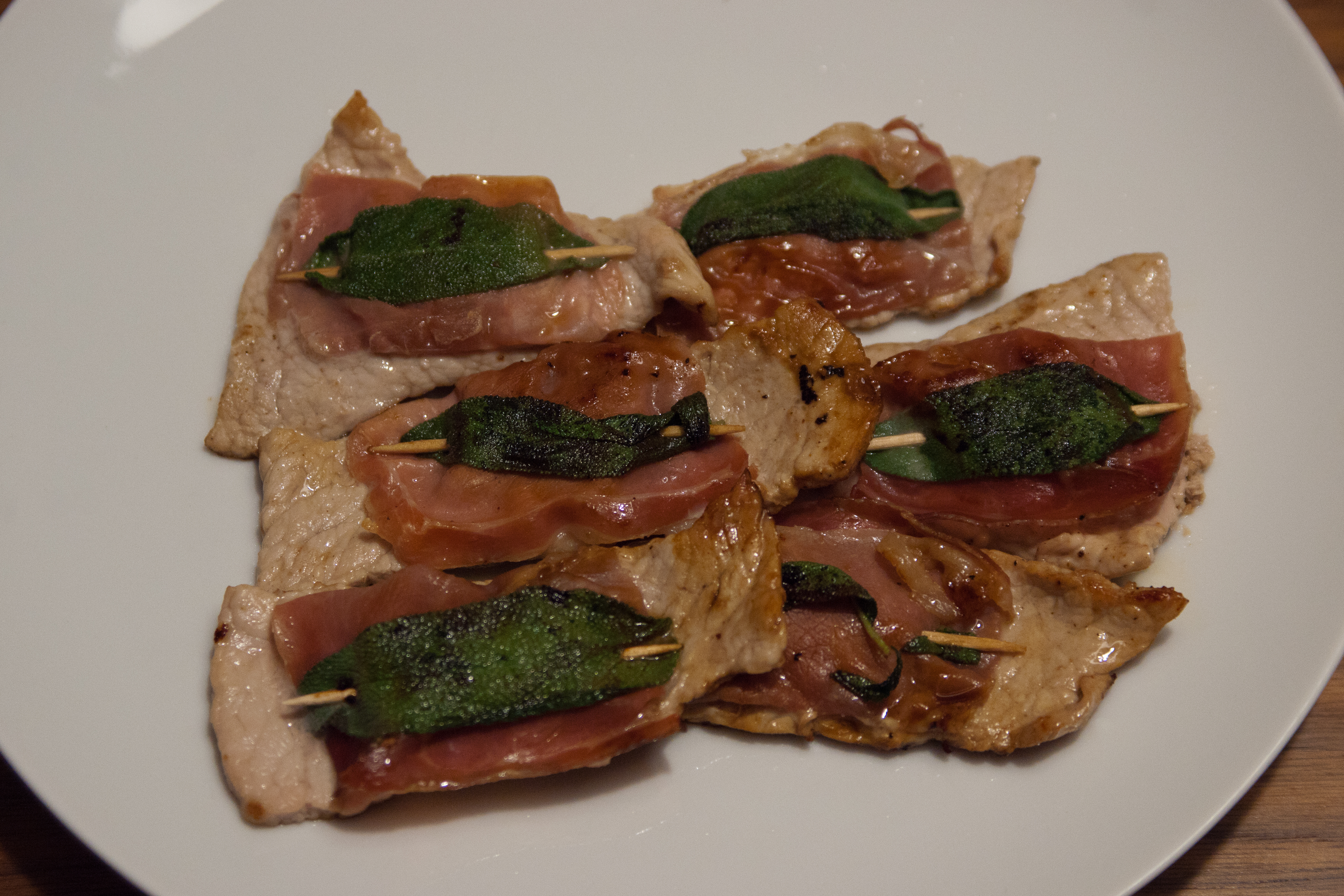
サルティンボッカ
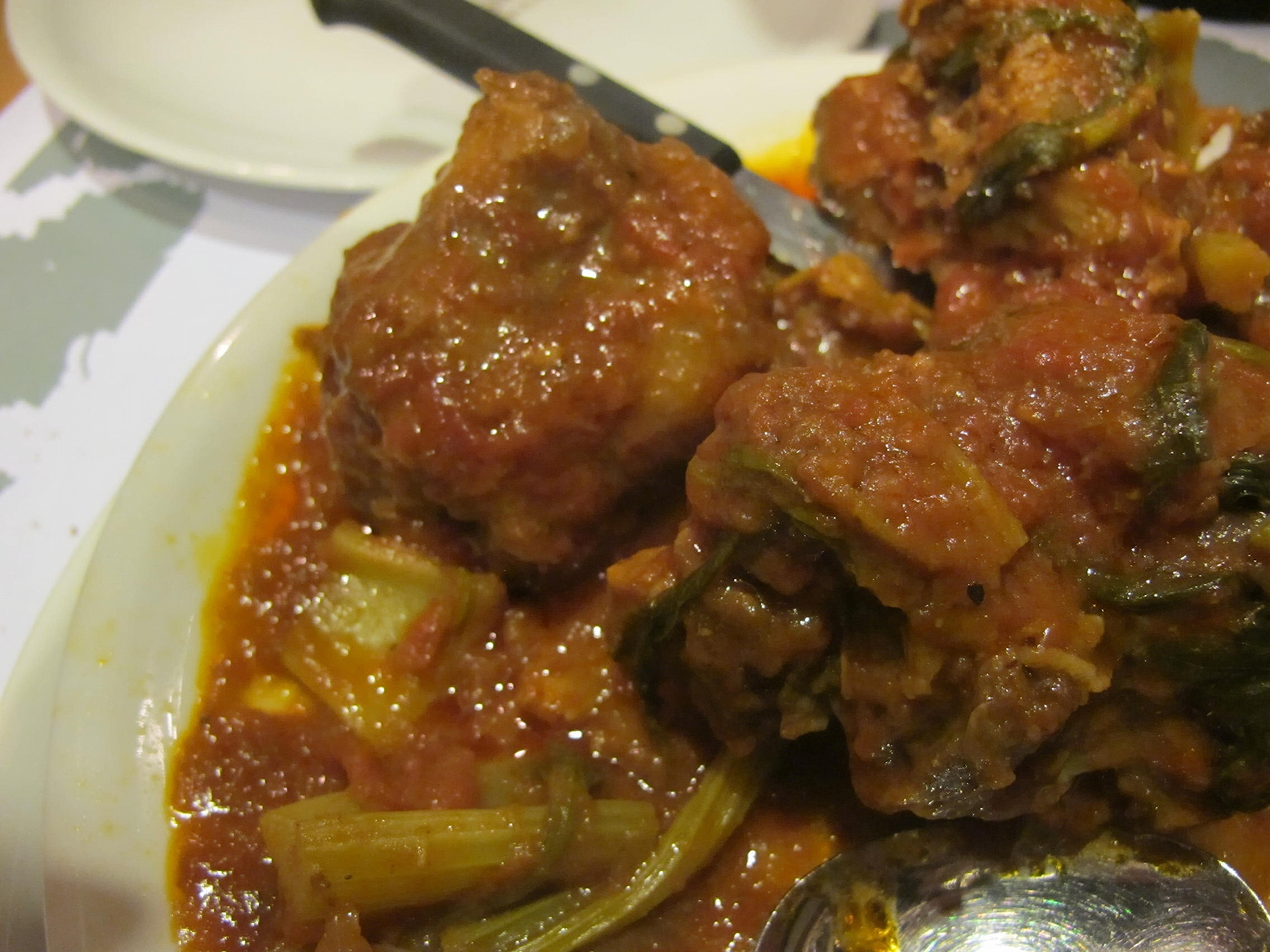
コーダ・アッラ・ヴァッチナーラ
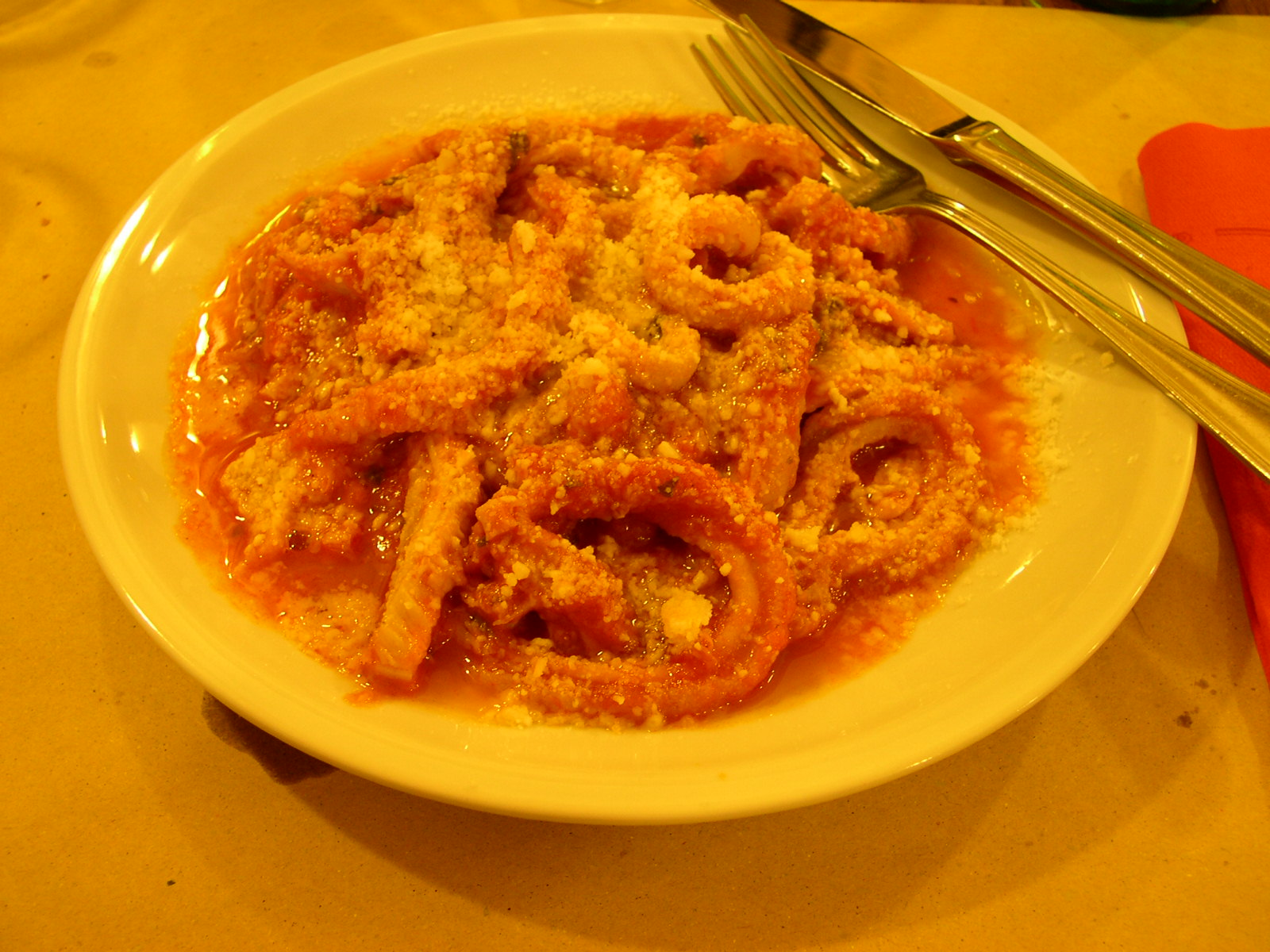
トリッパ・アッラ・ロマーナ
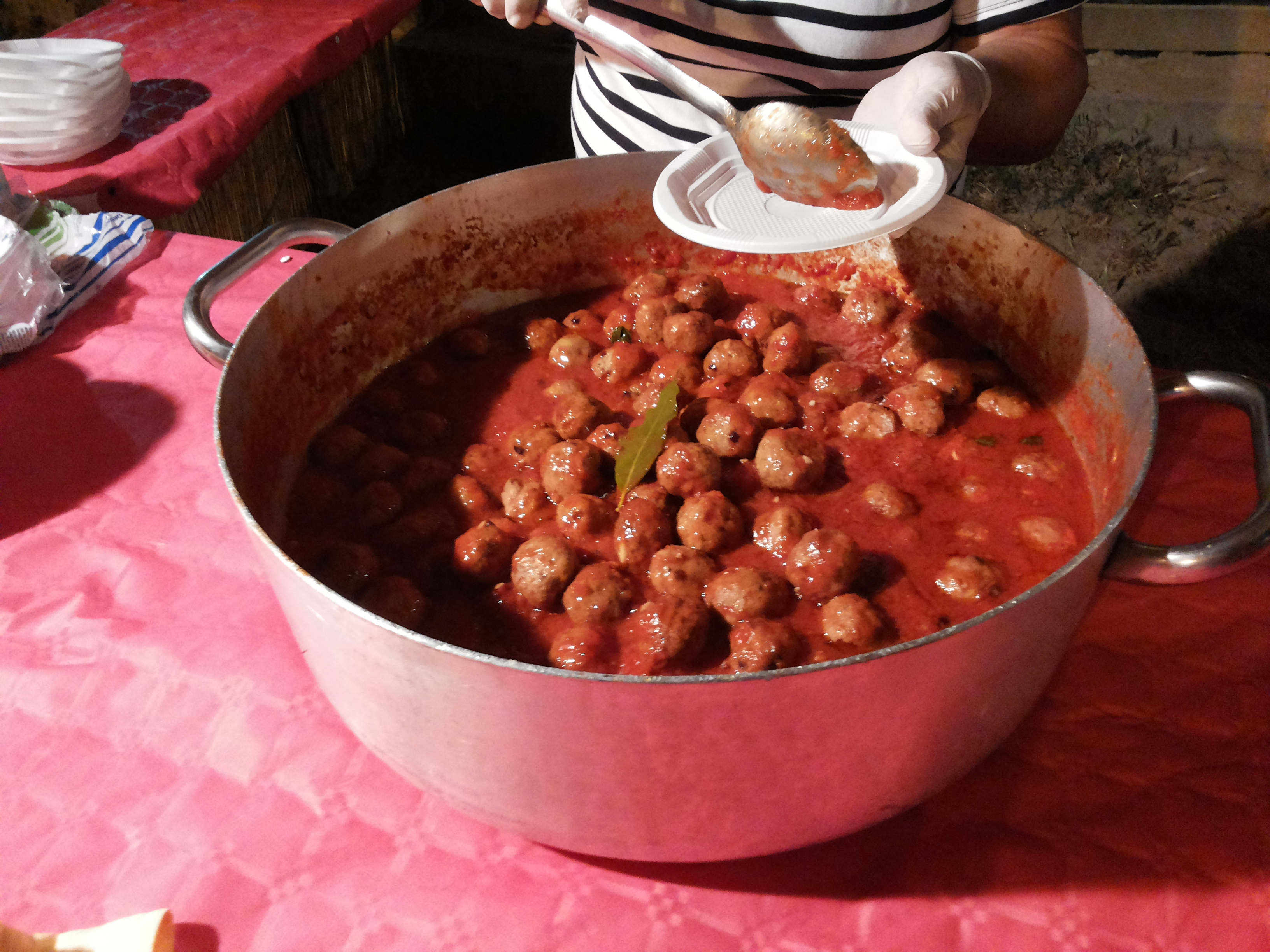
ポルペッテ
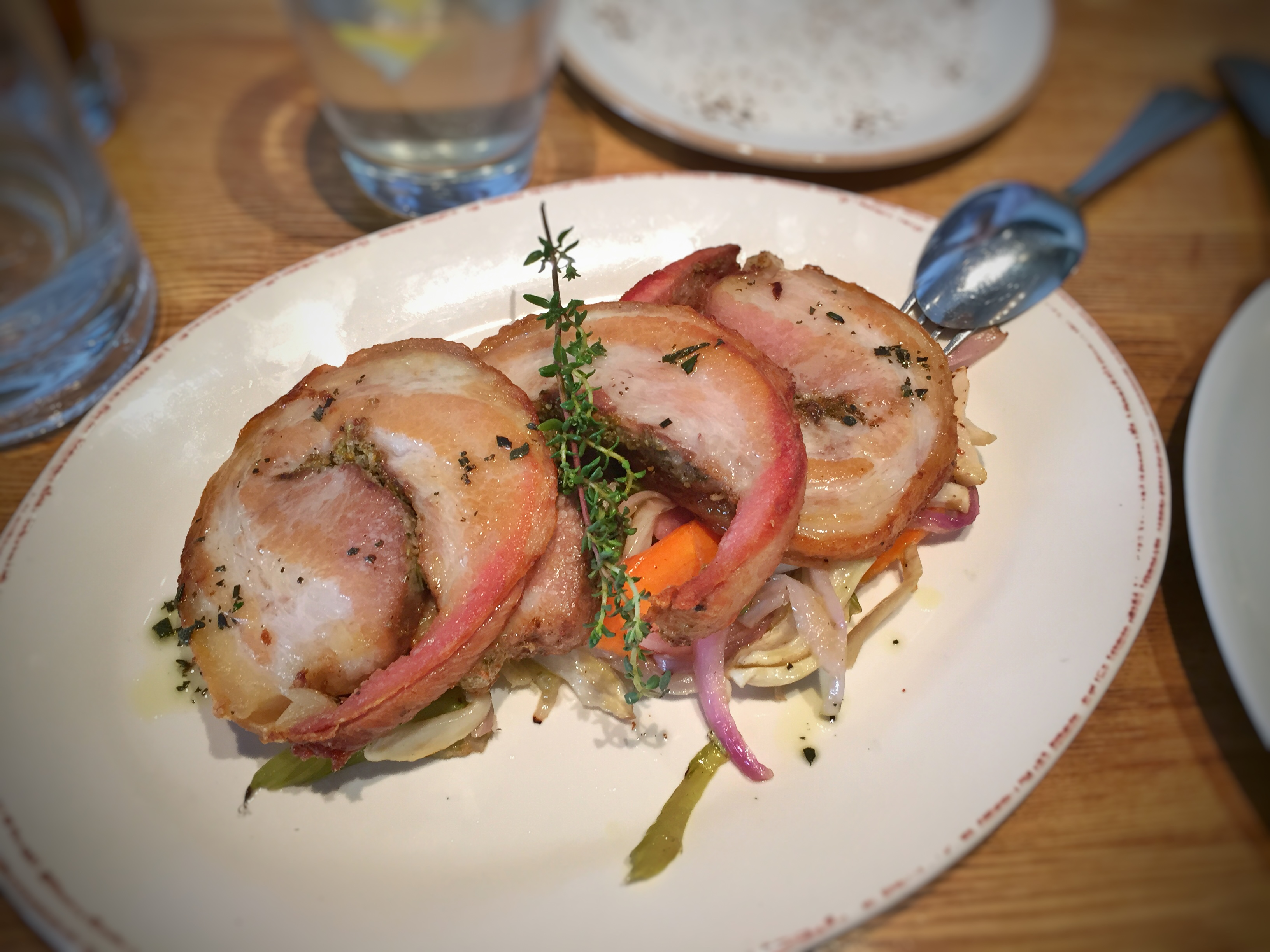
ポルケッタ
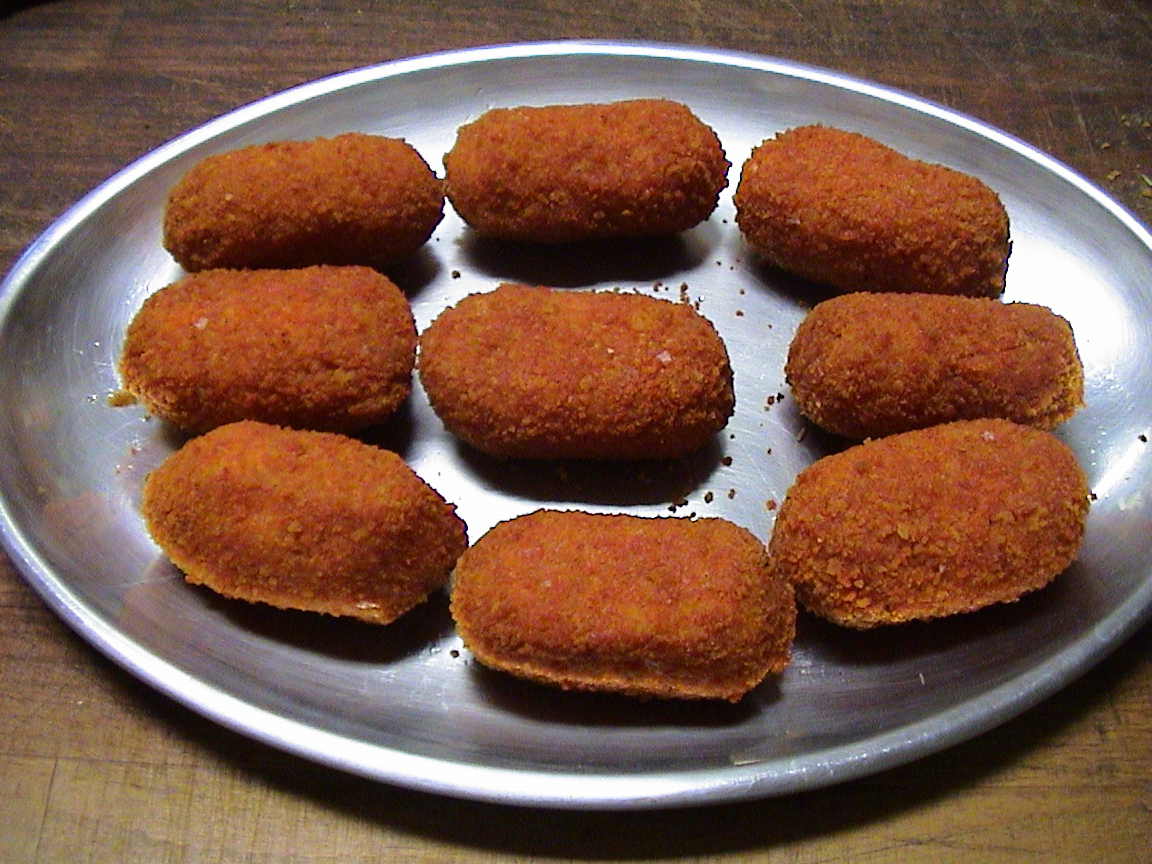
スップリ

## ドルチェ
ローマで誕生したドルチェは少なく、ティラミス、パンナコッタ、ズッパ・イングレーゼなどが食される。
ローマを含むラツィオ州発祥のドルチェとしてはマリトッツォが知られる。

## 参考書籍
- 『A10 地球の歩き方ローマ 2025～2026』地球の歩き方、2024年。ISBN 978-4059225683。